# FK Atlantas Klaipėda
FK Atlantas var en fotbollsklubb i Klaipeda i Litauen.

## Historia
Klubben grundades 1962 under namnet FK Granitas. 
Klubben ombildad 1996 under namnet FK Atlantas.
Slutligen försvunnit 2021.

## Meriter
- Klubben var litauiska mästare 1978, 1980, 1981 och 1984 (FK Granitas)
- Litauiska Cupen  1977, 1981, 1983, 1986 (FK Granitas); 2001 och 2003 (FK Atlantas)

## Placering tidigare säsonger
| Säsong    | Nivå | Liga                 | Placering | Referens | Notering                        |
| --------- | ---- | -------------------- | --------- | -------- | ------------------------------- |
| 1996/1997 | 1    | I lyga               | 7         | [ 1 ]    |                                 |
| 1997/1998 | 1    | Lietuvos lyga        | 6         |          |                                 |
| 1998/1999 | 1    | I lyga               | 6         | [ 2 ]    |                                 |
| 1999      | 1    | LFF lyga             | 3         | [ 3 ]    |                                 |
| 2000      | 1    | LFF lyga             | 3         | [ 4 ]    |                                 |
| 2001      | 1    | A lyga               | 2         | [ 5 ]    |                                 |
| 2002      | 1    | A lyga               | 2         | [ 6 ]    |                                 |
| 2003      | 1    | A lyga               | 5         | [ 7 ]    |                                 |
| 2004      | 1    | A lyga               | 3         | [ 8 ]    |                                 |
| 2005      | 1    | A lyga               | 7         | [ 9 ]    |                                 |
| 2006      | 1    | A lyga               | 6         | [ 10 ]   |                                 |
| 2007      | 1    | A lyga               | 6         | [ 11 ]   |                                 |
| 2008      | 1    | A lyga               | 6         | [ 12 ]   | Nedflyttad till Antra lyga 2009 |
| 2009      | 3    | Antra lyga (Vakarai) | 1         | [ 13 ]   | Uppflyttad till Pirma lyga 2010 |
| 2010      | 2    | Pirma lyga           | 7         | [ 14 ]   | Uppflyttad till A lyga 2011     |
| 2011      | 1    | A lyga               | 11        | [ 15 ]   |                                 |
| 2012      | 1    | A lyga               | 8         | [ 16 ]   |                                 |
| 2013      | 1    | A lyga               | 2         | [ 17 ]   |                                 |
| 2014      | 1    | A lyga               | 3         | [ 18 ]   |                                 |
| 2015      | 1    | A lyga               | 3         | [ 19 ]   |                                 |
| 2016      | 1    | A lyga               | 4         | [ 20 ]   |                                 |
| 2017      | 1    | A lyga               | 4         | [ 21 ]   |                                 |
| 2018      | 1    | A lyga               | 6         | [ 22 ]   |                                 |
| 2019      | 1    | A lyga               | 6         | [ 23 ]   | Nedflyttad till Antra lyga 2020 |
| 2020      | 3    | Antra lyga (Vakarai) | 4         |          | Upplöst efter sasonger          |

## Färger
FK Atlantas spelar i gula och blå trikåer, bortastället är blå.
| ATLANTAS | ATLANTAS |

### Trikåer
| Traditionellt hemmakit | 2007/2008; 2015 (Bortaställ) | Puma 2017 (Hemmakit) | Puma 2017 (Bortaställ) | Puma 2017 (Bortaställ) | Målvakt 2018 (Hemmakit) |